# George Strickland Kingston

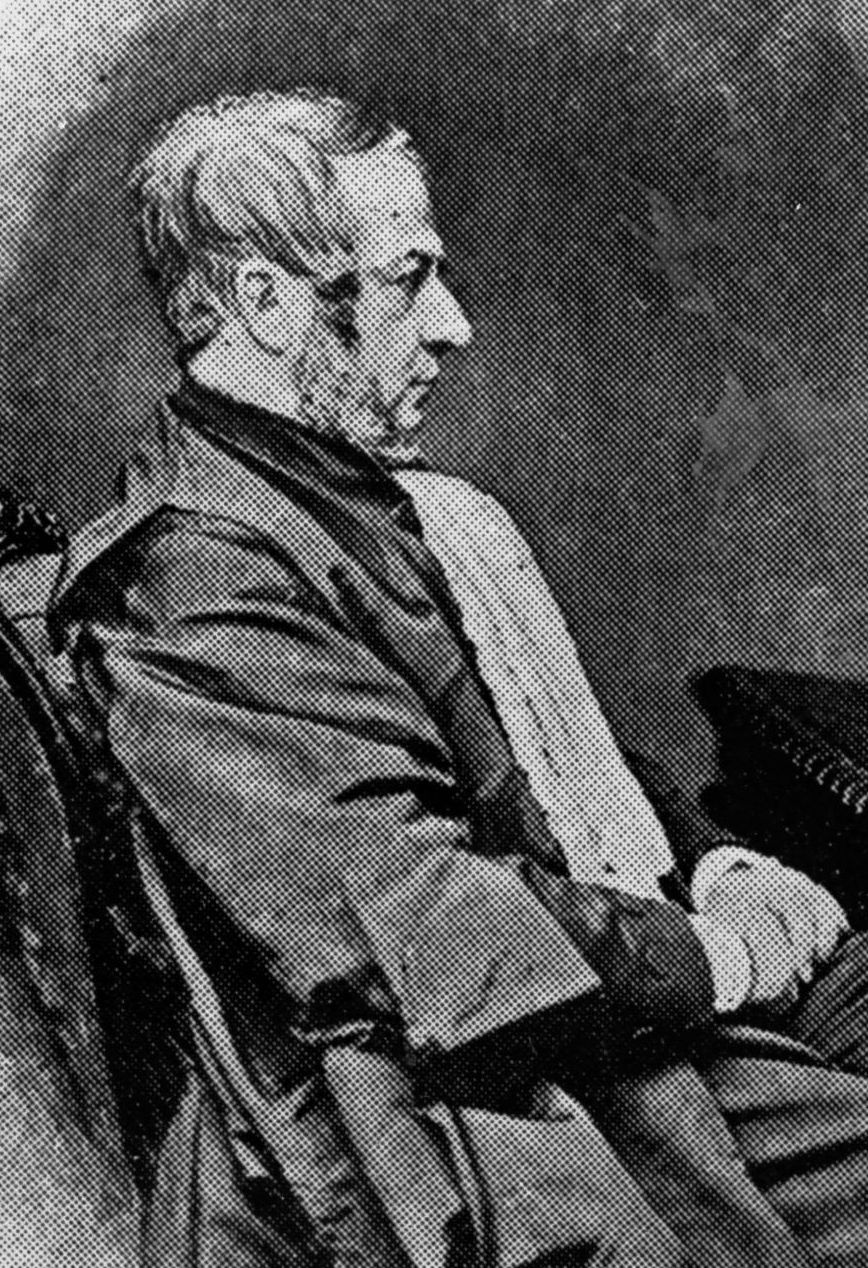
Sir George Strickland Kingston war von 1857 bis 1860 erster Sprecher des House of Assembly und bekleidete das Amt erneut zwischen 1865 und 1880. Mit zusammen mehr als 18 Jahre hatte er somit die drittlängste Amtszeit der Sprecher.

Sir George Strickland Kingston (* 23. August 1807 in Bandon, County Cork, Irland; † 26. November 1880 auf der RMS Malwa auf der Seefahrt nach Britisch-Indien) war ein australischer Unternehmer und Politiker, der unter anderem von 1851 bis 1857 Mitglied des South Australian Legislative Council, zwischen 1857 und 1860 sowie erneut von 1861 bis 1880 Mitglied sowie zwischen 1857 und 1860 und abermals von 1865 bis zu seinem Tode 1880 Sprecher des South Australian House of Assembly war.

## Leben

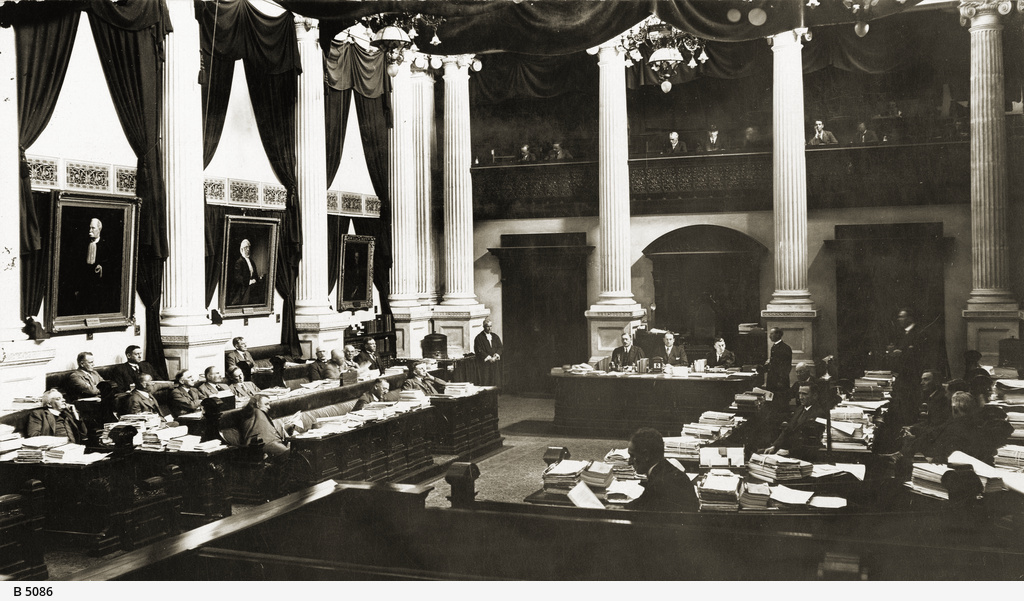
Der Sitzungssaal des South Australian House of Assembly, dessen Mitglied und Sprecher Kingston war.

George Strickland Kingston stammte aus einer irischen Familie und war eines von fünf Kindern von George Kingston und dessen Ehefrau Hester Holland Kingston. Er arbeitete 1832 in Birmingham und beteiligte sich anschließend 1834 aktiv an der Förderung des South Australian Act und half dabei, sich erfolgreich für dessen Verabschiedung im Unterhaus (House of Commons) einzusetzen. Nach seiner Ankunft in South Australia im September 1836 war er zunächst als stellvertretender Vermesser sowie ab 1840 als Bauingenieur, Architekt und Vermesser für die Stadt Adelaide und betreute Maßnahmen wie den Bau des Government House. 1845 war er maßgeblich an der Gründung der South Australian Mining Association (SAMA), um insbesondere nach den Kupferfunden in Burra den Mineralreichtum der Kolonie vor Spekulanten aus Übersee zu schützen und die sogenannte „Monster Mine“ auszubeuten. Im April 1848 wurde er zum Direktor, im Oktober 1856 zum stellvertretenden Vorsitzenden und von 1857 bis zu seinem Tod 1880 zum Vorsitzenden der SAMA gewählt.
Am 10. Juli 1851 wurde Kingston für den Wahlkreis The Burra zum Mitglied des South Australian Legislative Council gewählt und gehörte diesem bis zu dessen Auflösung am 2. Februar 1857 an. Mit der Verabschiedung der neuen demokratischen Verfassung wurde er bei der ersten Wahl am 9. März 1857 im neu geschaffenen Drei-Personen-Wahlkreis The Burra and Clare erstmals zum Mitglied der South Australian House of Assembly gewählt, des Unterhauses des Parlaments von South Australia, und vertrat diesen Wahlkreis bis zu seiner Niederlage gegen William Lennon bei der Wahl am 23. März 1860. Auf der konstituierenden Sitzung am 22. April 1857 wurde er als Speaker zum ersten Sprecher des House of Assembly gewählt. Er bekleidete das Amt des Parlamentspräsidenten bis zum 22. März 1860, woraufhin George Charles Hawker am 27. April 1860 seine Nachfolge antrat. Er wurde am 6. Mai 1861 für den neu geschaffenen Zwei-Personen-Wahlkreis Stanley wieder Mitglied der Legislativversammlung und gehörte dieser bis zu seinem Tode am 26. November 1880. Bei der darauf folgenden Wahl am 27. April 1881 wurde Alfred Catt für den Wahlkreis Stanley zum neuen Abgeordneten gewählt.
Nach dem Ausscheiden von George Charles Hawker aus der Legislativversammlung am 28. Februar 1865, wurde Kingston am 31. März 1865 zum zweiten Mal zum Sprecher des House of Assembly gewählt. Er bekleidete dieses Amt bis zu seinem Tode am 26. November 1880, woraufhin Robert Dalrymple Ross am 2. Juni 1881 neuer Sprecher wurde. Für seine Verdienste wurde er am 30. April 1870 als Knight Bachelor (Kt) nobilitiert, wodurch er fortan das Prädikat „Sir“ führte.
Kingston heiratete dreimal. Seine 1829 mit Henrietta „Harriet“ Ann Stuart (1807–1839) geschlossene Ehe blieb kinderlos. Aus seiner zweiten 1841 geschlossenen Ehe mit Ludovina Catherina da Silva gingen drei Töchter und drei Söhne hervor, darunter der jüngste jüngste Sohn Charles Cameron (1850–1908), der unter anderem zwischen 1893 und 1899 Premierminister von South Australia sowie im Kabinett Barton, der ersten Regierung Australiens, von 1901 bis 1903 Minister für Handel und Zoll war. In dritter Ehe heiratete er 1856 Emma Mary Ann Catherine Berry.

## Hintergrundliteratur
- D. Pike: Paradise of Dissent, Melbourne 1957
- Parliament of South Australia: Statistical Record of the Legislature 1836–2007 (Memento vom 11. März 2019 im Internet Archive)
- Gordon Desmond Combe: Responsible Government in South Australia, Band 1, Wakefield Press, 2009, ISBN 978-1-86254-843-5 (Onlineversion (Auszug))